# Herb Bonaire

Herb Bonaire

Herb wyspy Bonaire przedstawia na tarczy kroju francuskiego w polu błękitnym złote koło sterowe, w które wpisana jest srebrna tarcza z czerwoną sześcioramienną gwiazdą, wpisaną w czarne koło. Nad tarczą korona.
Gwiazda reprezentuje Bonaire, a jej sześć ramion odpowiada sześciu gminom na wyspie. Czarny pierścień – kompas, symbolizuje zdolności żeglarskie mieszkańców wyspy. Błękit to symbol Morza Karaibskiego. Korona nad tarczą jest symbolem holenderskiej zwierzchności nad wyspą.
Herb  wyspy przyjęty zostały w 1986 roku.